# Dobříčany

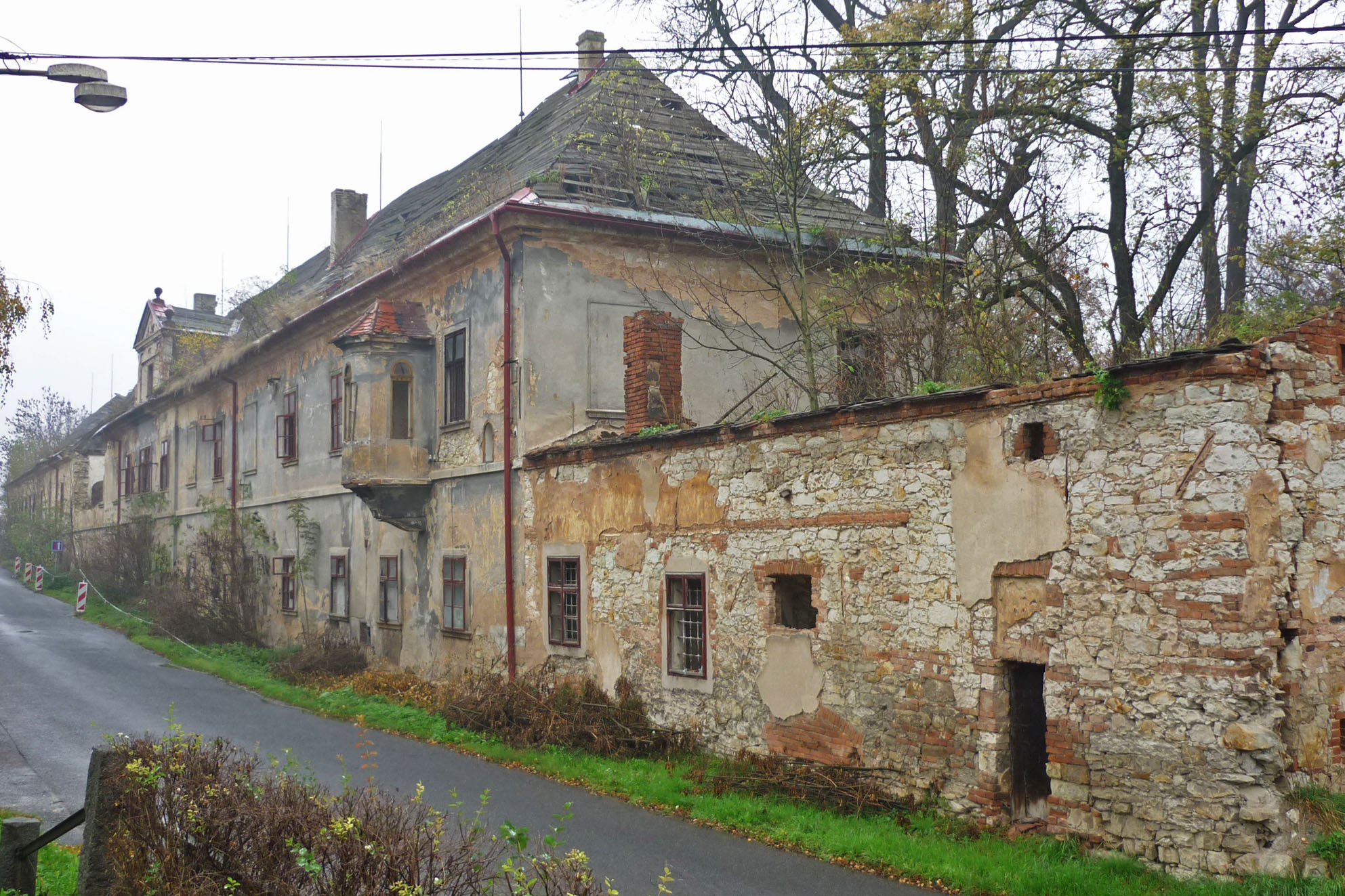
Schloss Dobritschan

Dobříčany (deutsch Dobritschan) ist ein Ortsteil der Gemeinde Liběšice u Žatce in Tschechien. Es liegt etwa fünf Kilometer südöstlich von Žatec (deutsch Saaz) und gehört zum Okres Louny in Nordböhmen.

## Geographie
Das Dorf liegt am rechten Ufer der Blšanka (auch Zlatý potok, deutsch Goldbach) an der Straße von Trnovany (Trnowan) nach Veletice. Nordwestlich liegt die Gemeinde Trnovany, südöstlich die Gemeinde Liběšice (Liebeschitz).
Westlich des Ortes am linken Ufer der Blšanka befindet sich der Haltepunkt Trnovany der Bahnstrecke Praha–Chomutov. Etwa 2 km südwestlich liegt der Lämmerberg (253 m, tschech. Ovčí hora).
Im westlichen Ortsteil am Ufer des Goldbachs befand sich früher ein Badehaus mit einer eisenhaltigen Mineralquelle und eine Mühle. Südlich des Ortes auf einer Anhöhe stand das Forsthaus Bellevue (Letohrádek).
Auf den guten Böden der Umgebung wird vor allem Hopfen angebaut.

## Geschichte
Die erste Erwähnung des Dorfes Dobříčany stammt aus dem Jahr 1318, eine mittelalterliche Veste wird 1437 erwähnt. Im 16. Jahrhundert gehörte Dobritschan den Herren von Litschkau. Um 1543 wechselte der Besitz an Bohuslaw Felix Hassensteinsky von Lobkowitz auf Litschkau, danach an dessen Sohn Johann Waldemar von Lobkowitz, später an Georg Popel von Lobkowitz. Im Jahr 1596 übernahm Christoph Hrobschitzky von Hrobschitz (tschechisch Hrobčický z Hrobčic) das Gut und baute die alte Veste in ein Renaissanceschloss um. Weil Christoph Hrobschitz am gescheiterten Ständeaufstand beteiligt war, wurde 1620 das Schloss von kaiserlichen Truppen angegriffen, geplündert und in Brand gesteckt, danach wurden das Schloss und das Dorf enteignet.
Im Jahre 1623 wurde es an Franz Clary de Riva verkauft. Seine Nachkommen haben in der zweiten Hälfte des 17. Jahrhunderts die Schlossruine in ein Barockschloss umgebaut und einen großen Park angelegt. Im Jahre 1746 wurde die Herrschaft von Graf Leopold Kaspar von Clary und Aldringen († 1800), einer Nebenlinie der Clary de Riva, übernommen. Seine Nachkommen verkauften das Schloss und die Herrschaft 1804 an Johann Anton Hladek und dieser 1809 an Eduard von Schönburg.
Im Jahre 1823 kam die Herrschaft Dobritschan durch Tausch an Freiherr Vinzenz von Zessner-Spitzenberg (1759–1830) und damit auch das Patronatsamt für die Kirchen in Dobritschan und Liebeschitz. Im Jahr 1830 übernahm dessen gleichnamiger Sohn Vinzenz Freiherr von Zessner-Spitzenberg († 1879) den erblichen Besitz. Nachfolger wurde dessen Sohn Heinrich Freiherr von Zessner-Spitzenberg (1839–1922).
Die Familienmitglieder der ehemaligen Patronatsherren Clary und Zessner sind in der Gruftkapelle der Wallfahrtskirche in Liebeschitz beigesetzt. Der letzte Patronatsherr war Josef Freiherr von Zessner-Spitzenberg (1883–1971). Dessen Bruder Hans Karl von Zessner-Spitzenberg (1885–1938) wurde kurz nach dem Einmarsch der Nationalsozialisten in Österreich in Wien inhaftiert und starb am 1. August 1938 im KZ Dachau. Schloss und Gut Dobritschan blieben bis zum Jahre 1945 im Besitz der Familie Zessner-Spitzenberg.
Nach dem Krieg befand sich im Schloss kurzzeitig eine landwirtschaftliche Genossenschaft, danach diente es als Kaserne der tschechoslowakischen Armee. Die Gebäude wurden stark vernachlässigt und dem Verfall preisgegeben. Nach 1989 war das Schloss wieder im Besitz der landwirtschaftlichen Genossenschaft. Seit 1992 ist es in Privatbesitz, die Pläne für eine Revitalisierung sind bisher gescheitert. Ein Abriss des Gebäudes wurde nicht genehmigt.

## Sehenswürdigkeiten

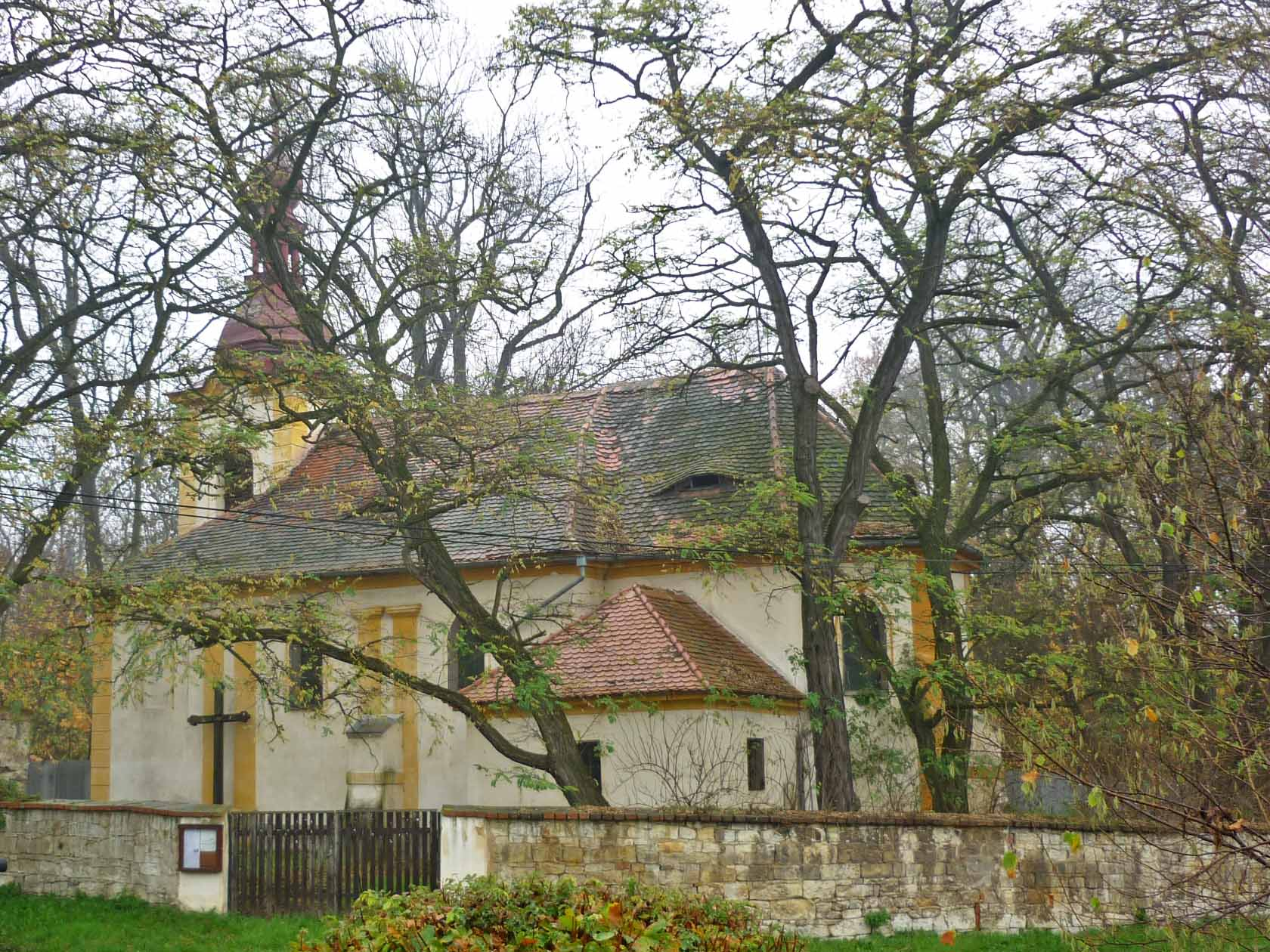
Kirche Mariä Geburt

Siehe auch Liste der denkmalgeschützten Objekte in Liběšice u Žatce.
- Filialkirche Mariä Geburt (tschech. Kostel Narození Panny Marie)
- Schloss (ruinös)
- Bauernhaus Nr. 6
- Archäologische Stätten: In der Nähe des Ortes wurden steinzeitliche Werkzeuge und Scherben aus der Jungsteinzeit (Neolithikum) gefunden.

## Einwohnerzahlen
|          | 1869 | 1880 | 1890 | 1900 | 1910 | 1921 | 1930 | 1950 | 1961 | 1970 | 1980 | 1991 | 2001 | 2011 |
| -------- | ---- | ---- | ---- | ---- | ---- | ---- | ---- | ---- | ---- | ---- | ---- | ---- | ---- | ---- |
| Bewohner | 392  | 432  | 406  | 444  | 488  | 456  | 482  | 192  | 217  | 168  | 139  | 113  | 92   | 98   |
| Häuser   | 50   | 51   | 52   | 61   | 66   | 69   | 85   | 69   | 58   | 55   | 50   | 57   | 56   | 58   |

## Söhne und Töchter der Gemeinde

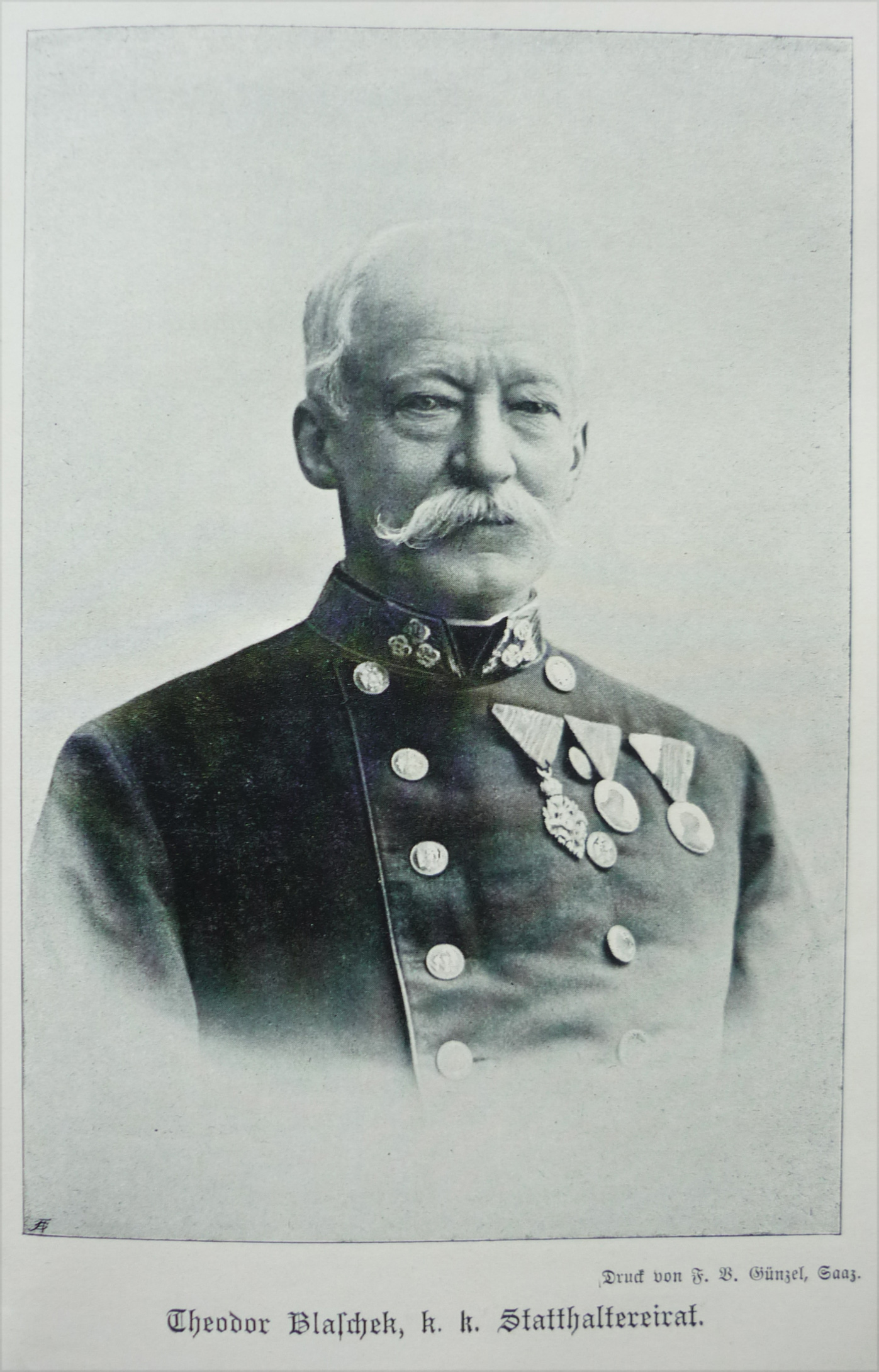
Theodor Blaschek, Bezirkshauptmann des Bezirks Saaz

- Johann Georg Nußbaumer (1794–1854), Oberforstmeister
- Theodor Blaschek (1831–1913), Statthaltereirat, Bezirkshauptmann im Bezirk Podersam und Saaz
- Hans Karl von Zessner-Spitzenberg (1885–1938), Jurist, habsburgtreuer Katholik, NS-Opfer

## Bürgermeister
Gemeindevorsteher waren:
- Vinzenz Freiherr von Zessner († 1879 in Prag), von 1850 bis 1870
- Anton Herloß, bis 1874
- Karl Fischer, bis 1879
- Karl Hilbert, bis 1888
- Josef Schönberger, bis 1891
- Anton Herloß, bis 1898
- Karl Fischer, bis 1901
- Anton Gröschl, bis 1905
- Ferdinand Hilbert, ab 1905